# Hobart (Oklahoma)
Pour les articles homonymes, voir Hobart (homonymie).
La ville de Hobart est le siège du comté de Kiowa, dans l’État d’Oklahoma, aux États-Unis. Sa population s’élevait à 3 756 habitants lors du recensement de 2010, estimée à 3 621 habitants en 2015.

## Histoire
La ville a été nommée en hommage à Garret Hobart, qui fut le 24e vice-président des États-Unis à partir de 1897.

## Source
- (en) Cet article est partiellement ou en totalité issu de l’article de Wikipédia en anglais intitulé « Hobart, Oklahoma » (voir la liste des auteurs).